# العجمة (بارق)
العجمة :إحدى قرى محافظة بارق في أقصي الجنوب الغربي للمملكة العربية السعودية، تقع في غربي إمارة بارق على مسافة ثلاثة أكيال تقريباً. يبلغ تعداد سكانها 746 نسمة حسب الإحصاء الذي جرى عام 2010. كانت مقراً للحكومة العثمانية ثم للأدارسة، كما كانت مقراً للإدارات الحكومية السعودية منذ عام 1343 هـ إلى عام 1346 هـ ، حيث نقلت منها إلى ساحل.
جاء عنها في دليل العرب لدائرة استخبارات وزارة البحرية البريطانية (1916م): « سوق العجمة قرية كبيرة، مؤلفة من حوالي 300 بيتاً من الحجر. وقد كانت سابقاً مقراً حكومي تركي، وهو أهم أسوق المنطقة في يوم الأربعاء. شيخ قرية العجمة: زاهر بن عامر أخو طلة وشيخ ربوع العجمة: محمد بن زاهر.»

## التسمية
العَجَمَة - بفتح العين المهملة والجيم والميم - والعجمة كما أصَّلها اللغويون هي الصُّخور الصِّلاب، وهو الحجر الجيري المعروف.